# Telel Sacã

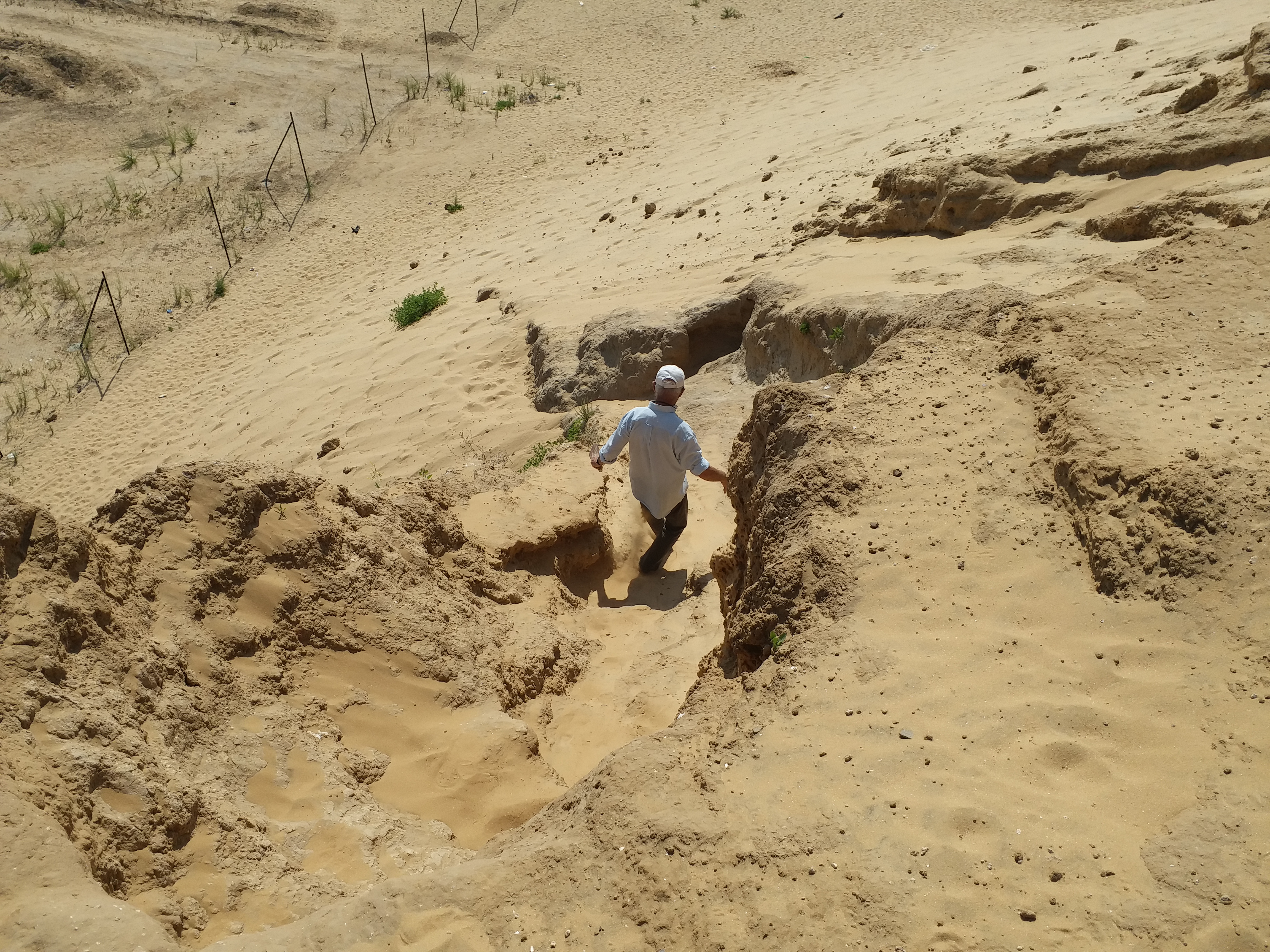
Jean-Baptiste Humbert descendo uma encosta de Tell es-Sakan, Faixa de Gaza. 2017

Telel Sacã (Tel es-Sakan) foi um importante assentamento marítmo cananeu/egípcio durante a Idade do bronze, situado na foz do Uádi Habesor. 
Sua localização geográfica permitiu que estivesse na encruzilhada das rotas comerciais terrestres para a Arábia, para o Império Egípcio ao sul e a região de Canaã ao norte. 
O sitio, que data dos anos 3 500-2 350 a.C., parece ser o antecessor do assentamento Telel Ajul, onde a dinâmica geomorfológica do estuário causou translocalização ou abandono de assentamentos. O sitio data de um período anterior à dominação militar egípcia do Levant. A cerâmica encontra em Tele Sacã junto com a de Telel Ajul mostra uma forte ligação ao Egito antigo na área, enquanto o assentamento da Idade do Bronze em Taur Ikhbeineh revelou uma maior interação da produção de cerâmica com a região egípcio-cananita. O porto da Era do bronze era contemporâneo a En Besor, um posto da primeira dinastia egípcia ao longo da rota comercial "ways of Horus" no norte de Negev. Em comparação, Telel Sacã era maior e cercado por uma muralha, a primeira muralha egípcia datável com alguma certeza. Houve três fases de construção consecutivas, correlacionando-se com três estratos de ocupação.
O sítio foi descoberto por acaso em 1998 durante a construção de um novo complexo habitacional, e os trabalhos de construção foram temporariamente suspensos para permitir a realização de uma pesquisa arqueológica. Em 2017, as autoridades do Hamas nivelaram o sitio para abrir caminho para as bases militares e os projetos de construção.